# 陳𩖃
陈𩖃（越南语：／；？—1391年），越南陈朝艺宗之子，封庄定大王，后为黎季犛所害。

## 生平
隆庆元年（1373年），陈艺宗逊位其弟陈睿宗，改为太上皇，出居天长重华宫。隆庆三年（1375年）冬十月，睿宗以陈𩖃为司徒，兼知太原镇军事，骠骑上将军。后改为太尉，封庄定王。
废帝昌符年间，外戚黎季犛专政，贤人、君子忧心社稷。昌符八年（1385年），司徒章肃国上侯陈元旦致仕，归昆山，寄友僚诗有云：“今古兴亡真可鍳，诸公何忍谏书稀。”陈𩖃赠诗讽刺陈元旦说：“我是当年弃物，公非大厦其才。会取一般老病，田园早辨归来。”
昌符十二年（1389年），上皇陈艺宗废废帝陈晛为灵德大王，欲立陈𩖃为帝。但是陈𩖃与黎季犛不合，因此黎季犛建议艺宗立陈顒。艺宗听从了他的建议，立陈顒为帝，是为陈顺宗，加封陈𩖃为庄定大王，仍为太尉辅政。
光泰四年（1391年），黎季犛多次在上皇艺宗面前诋毁陈𩖃。陈𩖃感到恐惧，便出逃南定庄，由海路到达万宁寨，结果寨人杨度不纳。陈艺宗派遣宁卫将军阮仁烈追回陈𩖃，阮仁烈受黎季犛指使，半途将陈𩖃杀害，降封为愍王。陈𩖃死后不到十年，黎季犛就篡夺了陈朝。

## 家族
- 父：陈艺宗
- 子：重光帝陈季扩